# Andrea Arnold
Andrea Arnold, född 5 april 1961 i Dartford, Kent, är en brittisk regissör och manusförfattare. 
Efter att ha slutat skolan ägnade Arnold flera år under 1970-talet åt att arbeta som dansare i TV-program, bland annat på Top of the Pops. Som regissör är hon flerfaldigt prisbelönad, bland annat med en Oscar för sin kortfilm Wasp (2003). Hon slog dock igenom på bredare front först med långfilmerna Red Road och Fish Tank vilka båda vann jurypriset på Filmfestivalen i Cannes.
År 2011 hade Arnolds film Wuthering Heights, baserad på Emily Brontës roman Svindlande höjder från 1847, premiär på Venedigs filmfestival. Arnold återger Brontës berättelse med en hetsig envishet som tillsammans med det påträngande fotot framhäver det fattiga, instängda och klasstyrda England som de älskande lever i.

## Filmografi i urval
- 2003 – Wasp (manus och regi)
- 2006 – Red Road (manus och regi)
- 2009 – Fish Tank (manus och regi)
- 2011 – Wuthering Heights (regi)
- 2016 – American Honey (manus och regi)
- 2024 – Bird (manus och regi)